# Comissão Científica de Exploração

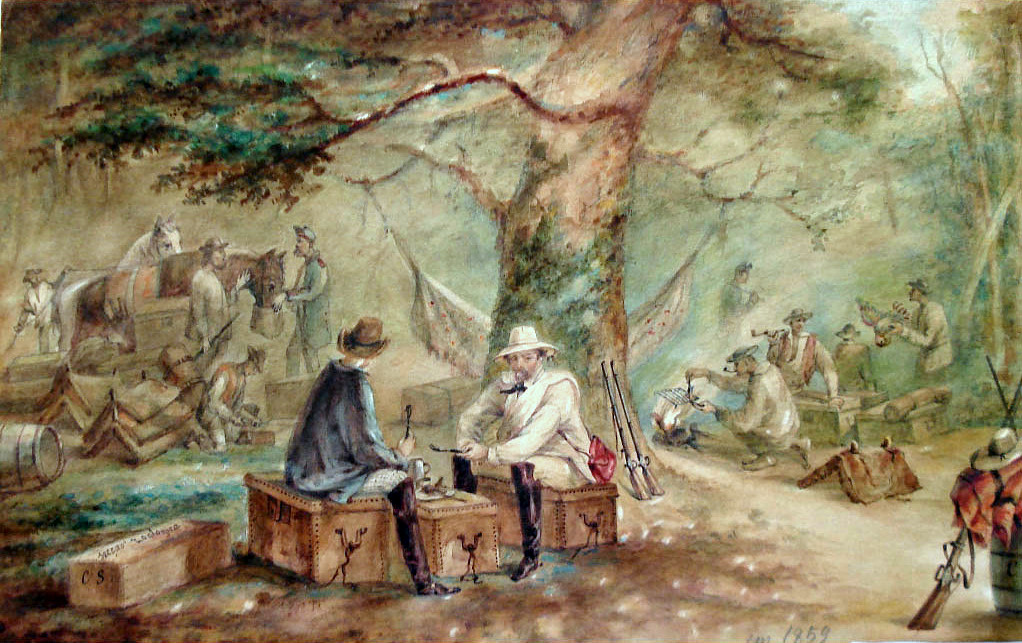
Registro de cena de expedição da Comissão Científica de Exploração ao Ceará, por José dos Reis Carvalho (1859)

A Comissão Científica de Exploração foi uma expedição científica organizada pelo Instituto Histórico e Geográfico Brasileiro em 1856 e executada entre os anos de 1859 e 1861 que realizou pesquisas nas áreas de botânica, geologia, mineralogia, zoologia, astronomia, geografia e etnografia em todo o território do Ceará e arredores.
O resultado dos estudos foi transformado em livros e textos sobre o território visitado e o material coletado foi incorporado ao acervo do Museu Histórico Nacional. Foi composta por Freire Allemão, Guilherme Capanema, Manuel Ferreira Lagos, Giacomo Raja Gabaglia, Gonçalves Dias e José dos Reis Carvalho.
A comissão peregrinou por todo o Ceará e teve algumas incursões: em Pernambuco na cidade de Exu, na Paraíba nas cidades de São José de Piranhas e Sousa, e no Rio Grande do Norte, na cidade de Pau dos Ferros. No Ceará a lista de cidades é extensa: Fortaleza, Maranguape, Aracati, Russas, Limoeiro do Norte, Pereiro, Icó, Iguatu, Lavras da Mangabeira, Milagres, Abaiara, Jardim, Barbalha, Missão Velha, Crato, Assaré, Saboeiro, Tauá, Mombaça, Crateús, Ipu, Sobral, Ubajara, São Benedito, Viçosa do Ceará, Granja, Canindé, Meruoca, Massapê, Santana do Acaraú, Amontada, Itapipoca, Itapajé, Uruburetama, Pacatuba, Acarape, Aracoiaba, Guaramiranga e Baturité.
Boa parte do que foi exposto na Exposição Internacional de Londres (1862) no pavilhão do Brasil eram artefatos e outros objetos coletados durante a expedição.